# Penízovka vřetenonohá
Penízovka vřetenonohá (Gymnopus fusipes) je houba z čeledě špičkovité (Marasmiaceae), řádu pečárkotvaré (Agaricales). Plodnice je jedovatá. Plodnice lze spatřit v červnu až listopadu.

## EPPO kód
COLYFU

## Synonyma patogena

### Vědecké názvy
Podle EPPO je pro patogena s označením penízovka vřetenonohá (Gymnopus fusipes) používáno více rozdílných názvů, například Collybia fusipes nebo Agaricus contortus.

## Zeměpisné rozšíření
Austrálie, Asie, Severní Amerika, Evropa.

### Výskyt v Česku
Běžný druh.

## Popis
Plodnice jednoletá, polokulovitý klobouk má průměr 3–9 cm, později vyrůstá v kuželovitý až plochý s nerovným okrajem. Povrch klobouku plodnice hladký, za vlhka slabě slizký, za sucha mírně rozpukaný. Červenohnědý až rezavě hnědý klobouk s lupeny bývá tuhý, s dlouhým červenohnědým třeněm. Třeň 5–12 cm vysoký, 0,8–2 cm tlustý, plný, šroubovitě pokroucený. Výtrusný prach je bílý. Plodnice vyrůstá na kořenových nábězích dřevin.

## Hostitel
Především dub, je uváděn i buk a listnaté dřeviny obecně.

## Příznaky
Plodnice u kmene.

### Možnost záměny
Penízovka kroucená (Rhodocollybia prolixa var. distorta) – nejedlá.

## Význam
Saprofyt, parazit, způsobuje bílou hnilobu dřeva, lámavost větví, odumírání kořene, prosvětlení koruny. Ohrožení bezpečnosti na stanovišti.
Dříve považována za jedlou a tržní houbu. Nyní je považována za nejedlou až mírně jedovatou. Po konzumaci většího množství plodnic dochází k otravě.

## Biologie
Jednoleté, vějířkovité až růžicovité plodnice se vytvářejí v červnu až listopadu.

## Ekologie
V teplých oblastech Evropy, v listnatých lesích, dubohabrových hájích, šipákové a teplomilné doubravy, na nevápenatých půdách, v stromořadích, na pařezech a kořenech listnatých stromů.